# افسانه هرکول
افسانه هرکول (به انگلیسی: The Legend of Hercules) با نام اولیه هرکول: افسانه آغاز می‌شود، فیلمی در ژانر اکشن فانتزی به کارگردانی رنی هارلین و محصول سال ۲۰۱۴ ایالات متحده آمریکا است. فیلم‌نامه این فیلم توسط دنیل گیات و شان هود به رشته تحریر درآمده است. در این فیلم بازیگرانی همچون کلان لاتز در نقش هرکول، گایا وایس، اسکات ادکینز، راده شربه‌جیا، رکسان مک‌کی و لیام گریگان ایفای نقش می‌کنند.
این عنوان به‌طور گسترده توسط منتقدین مورد انتقاد قرار گرفت و فروش ناموفقی در طول مدت اجرا داشت. افسانه هرکول یکی از دو فیلم هالیوودی مرتبط با هرکول است که در سال ۲۰۱۴ در کنار فیلم هرکول استودیوی پارامونت پیکچرز اکران شده است.

## داستان
این فیلم روایتگر اتفاقاتی است که ۱۲۰۰ سال قبل از میلاد مسیح و در یونان قدیم به وقوع می پیونند. پادشاهی ظالم به نام آمفیتریون (اسکات ادکینز) بر یونان قدیم حکومت می‌کند که تنها به گسترش کشورش و نابود کردن مخالفانش اهمیت می‌دهد. در همین حین که ملکه آلکمن (رکسان مک‌کی) با عقاید آمفیتریون کبیر مخالف است؛ تصمیم می‌گیرد که از زئوس بزرگ فرزندی شیردل به دنیا بیاورد تا بتواند با قدرت سرشارش و با یاری گرفتن از خدایان، بر این ظلم و ستم خاتمه دهد. در ادامه هرکول (کلان لاتز)، همان ناجی بخش مظلومان است که بزودی قیام خواهد کرد.

## بازیگران
- کلان لاتز در نقش هرکول
- گایا وایس در نقش هبه
- اسکات ادکینز در نقش شاه آمفیتروئون
- رکسان مک‌کی در نقش ملکه آلکمنه
- لیام گریگان در نقش ایفیکلیز
- لیام مک‌اینتایر در نقش سوتیریس
- راده شربه‌جیا در نقش کیرون
- جاناتان شیچ در نقش تاراک
- لوک نیوبری در نقش آگاممنون
- جوکا هیلدن در نقش کرئون
- کنت کرانام در نقش لوسیوس
- اسپنسر وایلدینگ در نقش هومبابا فرمانده گردان ۱
- بشار رحال در نقش فرمانده
- ریچارد رید در نقش تیرانداز شماره ۱